# Finał Pucharu Polski w piłce nożnej 1952
Finał Pucharu Polski w piłce nożnej 1952 – mecz piłkarski kończący rozgrywki Pucharu Polski 1952, mający na celu wyłonienie triumfatora tych rozgrywek, rozegrany 21 grudnia 1952 na Stadionie Wojska Polskiego w Warszawie pomiędzy CWKS Ib Warszawa a Kolejarzem Warszawa. Trofeum po raz 1. wywalczył Kolejarz Warszawa.

## Droga do finału
| CWKS Ib Warszawa | CWKS Ib Warszawa | CWKS Ib Warszawa | Runda       | Kolejarz Warszawa | Kolejarz Warszawa | Kolejarz Warszawa |
| Data             | Przeciwnik       | Wynik            | Runda       | Data              | Przeciwnik        | Wynik             |
| ---------------- | ---------------- | ---------------- | ----------- | ----------------- | ----------------- | ----------------- |
| 09.11.1952       | Włókniarz Łódź   | 7:1              | 1/16 finału | 16.11.1952        | Kolejarz Katowice | 7:1               |
| 23.11.1952       | Górnik Zabrze    | 2:1              | 1/8 finału  | 23.11.1952        | Górnik Radlin     | 4:3               |
| 30.11.1952       | Unia Chorzów     | 2:1              | Ćwierćfinał | 30.11.1952        | Ogniwo Bytom      | 4:2               |
| 07.12.1952       | Gwardia Kraków   | 0:0 pd           | Półfinał    | 07.12.1952        | Górnik Bytom      | 3:1               |
| 14.12.1952       | Gwardia Kraków   | 1:0 pd           | Półfinał    | 07.12.1952        | Górnik Bytom      | 3:1               |

## Tło
W finale rozgrywek zmierzyli się ze sobą CWKS II Warszawa i Kolejarz Warszawa. Były to jedyne derby w historii finałów rozgrywek.

## Mecz

### Przebieg meczu
Mecz odbył się 21 grudnia 1952 roku o godz. 12:00 na Stadionie Wojska Polskiego w Warszawie. Sędzia głównym spotkania był Franciszek Fronczyk. Mimo niekorzystnych warunków pogodowych mecz był oceniany przez media sportowe na bardzo wysokim poziomie, zawodnicy obu klubów toczyli na boisku ciekawą i wyrównaną walkę. Jedyny gol został zdobyty w 50. minucie przez zawodnika Polonii Warszawa Zdzisława Wesołowskiego.

### Szczegóły meczu
| 21 grudnia 1952 12:00 | CWKS Ib Warszawa | 0:10:0Raport | Kolejarz Warszawa · 50' Wesołowski | Stadion Wojska Polskiego, Warszawa Widzów: 18 000 Sędzia: Stanisław Fronczyk (Tarnów) |
|                       |                  |              |                                    |                                                                                       |

| CWKS IB WARSZAWA |  |                   |  |     |
|                  |  |                   |  |     |
| BR               |  | Jan Kłaczek       |  |     |
| OB               |  | Edward Zieliński  |  |     |
| OB               |  | Paweł Budziński   |  |     |
| OB               |  | Roman Korynt      |  |     |
| PO               |  | Józef Wieczorek   |  |     |
| PO               |  | Kazimierz Górski  |  |     |
| PO               |  | Wacław Sąsiadek   |  |     |
| PO               |  | Zdzisław Bieniek  |  |     |
| NA               |  | Henryk Szymborski |  |     |
| NA               |  | Marian Olejnik    |  |     |
| NA               |  | Wilhelm Glajcar   |  | 46' |
| Rezerwowi:       |  |                   |  |     |
| NA               |  | Jerzy Pulikowski  |  | 46' |
| Trener:          |  |                   |  |     |
| Wacław Kuchar    |  |                   |  |     |

| KOLEJARZ WARSZAWA     |  |                     |  |     |
|                       |  |                     |  |     |
| BR                    |  | Henryk Borucz       |  |     |
| OB                    |  | Andrzej Śliwa       |  |     |
| OB                    |  | Antoni Wołosz       |  |     |
| PO                    |  | Kazimierz Łabęda    |  |     |
| PO                    |  | Ryszard Wolsza      |  |     |
| PO                    |  | Leonard Szczawiński |  | 46' |
| NA                    |  | Zdzisław Wesołowski |  |     |
| NA                    |  | Henryk Misiak       |  |     |
| NA                    |  | Marian Łącz         |  |     |
| NA                    |  | Jerzy Szularz       |  |     |
| NA                    |  | Alfred Kobylański   |  |     |
| Rezerwowi:            |  |                     |  |     |
| NA                    |  | Andrzej Zelenay     |  | 46' |
| Trener:               |  |                     |  |     |
| Władysław Szczepaniak |  |                     |  |     |

| Puchar Polski w piłce nożnej 1952 Zwycięzcy |
| ------------------------------------------- |
| Kolejarz Warszawa 1. Tytuł                  |

## Po meczu
Triumfatorem rozgrywek został Kolejarz Warszawa. Trofeum wręczył przewodniczący GKKF Włodzimierz Reczek z życzeniami szybkiego powrotu do ekstraklasy, gdyż po zajęciu ostatniego, 6. miejsca w Grupie A w sezonie 1952 spadł do II ligi, natomiast zebrani na meczu kibice zwycięskiego klubu skandowali: "Do ligi, do ligi", w nadziei na szybki awans do ekstraklasy w sezonie 1953.